# Camotán
Camotán est une ville du Guatemala dans le département de Chiquimula.